# 2012年ロンドンオリンピックの自転車競技・女子個人タイムトライアル
2012年ロンドンオリンピックの自転車競技・女子個人タイムトライアルは、8月1日に行われた。

## 概要
ハンプトン・コート宮殿を発着点とする29㎞の行程で行われた。男子の個人タイムトライアルとコースは類似しているが、男子は初手はテムズ川に沿ってワインディングしながらハンプトン・コート宮殿近辺へ戻る形となるコースがあるが、女子にはそのコースがなく、ハンプトン・コート宮殿をスタートするとすぐに南下する。それ以外は男子のコースと同様となり、反時計回りに南西へ向かう。そして、ペインズヒル公園を境に北東へと進路を変え、ハンプトン・コート公園を通過してリッチモンド公園まで至ると今度は南下し、ハンプトン・コート宮殿に戻る。
最初にスタートする選手の発走予定時刻は現地時間の12時30分頃。。

## 成績
| 順位 | 選手名                                              | 時間       |
| ---- | --------------------------------------------------- | ---------- |
|      | クリスティン・アームストロング アメリカ合衆国 (USA) | 37分34秒82 |
|      | ユーディト・アルント ドイツ (GER)                   | +15秒47    |
|      | オルガ・ザベリンスカヤ ロシア (RUS)                 | +22秒53    |
| 4    | リンダ・ウィルムセン ニュージーランド (NZL)         | +24秒36    |
| 5    | クララ・ヒューズ カナダ (CAN)                       | +54秒14    |
| 6    | エマ・プーリー イギリス (GBR)                       | +1分02秒88 |
| 7    | アンバー・ネーベン アメリカ合衆国 (USA)             | +1分10秒35 |
| 8    | エレオノラ・ファン・ダイク オランダ (NED)           | +1分18秒86 |
| 9    | トリークシー・ヴォラク ドイツ (GER)                 | +1分45秒91 |
| 10   | エリザベス・アーミステッド イギリス (GBR)           | +1分51秒42 |
| 11   | ピア・サンドステット フィンランド (FIN)             | +2分26秒87 |
| 12   | タティアナ・アントシナ ロシア (RUS)                 | +2分37秒67 |
| 13   | シャラ・ギロウ オーストラリア (AUS)                 | +2分50秒21 |
| 14   | エマ・ヨハンソン スウェーデン (SWE)                 | +3分03秒74 |
| 15   | オドレイ・コルドン フランス (FRA)                   | +3分05秒69 |
| 16   | マリアンヌ・フォス オランダ (NED)                   | +3分05秒97 |
| 17   | エミリア・ファーリン スウェーデン (SWE)             | +3分41秒04 |
| 18   | クレミダ・フェルナンデス ブラジル (BRA)             | +3分50秒57 |
| 19   | デニス・ラムスデン カナダ (CAN)                     | +4分09秒99 |
| 20   | エレナ・チャリフ アゼルバイジャン (AZE)             | +4分12秒24 |
| 21   | タティアナ・グデルツォ イタリア (ITA)               | +4分14秒12 |
| 22   | ノエミ・カンテーレ イタリア (ITA)                   | +4分16秒36 |
| 23   | リスベット・デ・フォフト ベルギー (BEL)             | +4分33秒46 |
| 24   | アシュリー・モールマン 南アフリカ (RSA)             | +4分48秒75 |